# سویقه
سویقه یک منطقهٔ مسکونی در الجزایر است که در ناحیه ثنیه واقع شده‌است. سویقه ۲٫۵ کیلومتر مربع مساحت دارد ۴۷۰ متر بالاتر از سطح دریا واقع شده‌است.